# Burebista
Burebista (82 î.Hr. - 44 î.Hr.) a fost rege al geto-dacilor și întemeietorul statului dac.
Conform spuselor lui Strabon, Burebista a fost un lider politic și militar impresionant, al ținuturilor locuite de geto-daci: „Ajuns în fruntea neamului său care era istovit de războaie dese, getul Burebista l-a înălțat atât de mult prin exerciții, abținere de la vin și ascultare față de porunci, încât în câțiva ani a făurit un stat puternic și a supus geților cea mai mare parte din populațiile vecine, ajungând să fie temut chiar și de romani.”
Fiind un desăvârșit lider și strateg militar a reușit unirea triburilor geto-dacice, iar cu ajutorul sfatului său de tarabostes și cu ajutorul marelui preot, Deceneu, a reușit să introducă o serie de măsuri administrative care au avut un rol important în consolidarea și stabilitatea statului, a recrutat oameni noi pentru administrarea agriculturii, strângerea dărilor, supravegherea muncilor obștești obligatorii, făcând, astfel, posibilă realizarea sistemului de fortificații în Dacia, a introdus sistemul de legi beligines, iar pe plan spiritual și-a întărit propriul cult.
Prin acțiunile sale ofensive a reușit îndepărtarea pericolului reprezentat de celții situați în sud și în vest, supunerea bastarnilor în est și cucerirea cetăților grecești de la malul Pontului Euxin, întinzându-și regatul de la Pontul Euxin, în est, până la Danubis în Câmpia Panonică, în vest, și de la Munții Haemus, în sud, până la mlaștinile Pripetului, în nord, devenind un potențial adversar de temut al puternicei Republici romane.

## Întemeierea statului dac

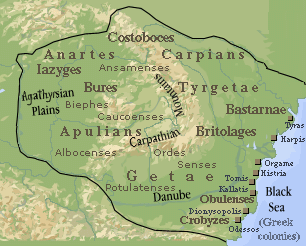
Dacia în timpul lui Burebista

În prima jumătate a secolului I î.Hr. dezvoltarea societății dacice, întărirea aristocrației tribale militare, transformarea ei în clasă politică, iar pe plan extern invaziile celților și amenințarea Republicii romane au constituit un mediu prielnic pentru unificarea tuturor triburilor dacice într-o entitate de tip statal.
Conform istoricului Iordanes, Burebista își începe domnia în jurul anul 82 î.Hr., dată care a fost calculată în funcție de momentul venirii la putere a lui Sylla la Roma. Burebista a fost stăpânul unui teritoriu în hinterlandul Histriei, având capitala la Argedava, iar pe măsură ce stăpânirea sa s-a întins și de-o parte și de alta a Dunării este posibil să-și fi mutat capitala în Câmpia Munteană, la Argedava de la Popești, pe râul Argeș. Această mutare s-a realizat din rațiuni politice și strategice deoarece pe măsura măririi teritoriului său spre vest, Argedava Dobrogeană nu putea controla teritoriul ocupat, iar din punct de vedere militar, fiind amplasată pe malul drept al Dunării, ar fi îngreunat foarte mult acțiunile de apărare. În acest moment au loc, probabil, desele treceri ale fluviului, pe care le amintește Strabon, Căci trecând plin de îndrăzneală Dunărea și jefuind Tracia - până în Macedonia și Iliria... , cu scopul de a-și consolida controlul spațiului de la sud de Dunăre până la Munții Haemus. Astfel limitele de nord, est și sud ale regatului fiind relativ stabile, cu triburi geto-dace în nord, cu regatul lui Mitridates al VI-lea în est și crestele Balcanilor în sud, iar pentru a consolida granița vestică a pornit o ofensivă împotriva scordiscilor, stabiliți în jurul anului 278 î.Hr. în vecinătatea muntelui Scordus. Această victorie de prestigiu asupra unui neam celtic se presupune că i-ar fi înlesnit procesul de uniune cu triburile dacice din arcul intracarpatic, amenințate de triburile celtice ale boiilor și a tauriscilor din Câmpia Panonică.
Unificarea triburilor geto-dacice s-a terminat în jurul perioadei 60 î.Hr.-59 î.Hr, când Burebista începe campania împotriva celților de pe Dunărea Mijlocie, din Bazinul Panonic. În această perioadă își mută centrul de putere în munții Orăștiei și capitala la Costești.
Regatul lui Burebista a atins întinderea maximă după campania din est, din anul 55 î.Hr., împotriva cetăților de la Pontul Euxin, în urma căreia a cucerit șiragul de orașe grecești de la Olbia, până la Apollonia Pontica.

## Politica internă
Mâna sa dreaptă în timpul domniei a fost marele preot Deceneu. Cu ajutorul lui, Burebista a realizat transformări politice interne și a convins geto-dacilor că preotul este capabil să interpreteze voia lui Dumnezeu, ceea ce a ajutat la educarea supușilor săi. Nucleul statului era situat în sudul Transilvaniei, în regiunea munților Orăștiei (Sarmizegetusa). Barierele naturale protejau bine această localitate și aici erau stabilite rezerve considerabile de resurse materiale. Centrul puterii a fost, de asemenea, foarte bine fortificat și spațiul în 150 km pătrați transformat într-o cetate puternică. Prin intermediul centrului, el controla direct toate ținuturile cucerite. Sub subordonarea regelui se afla o armată mare, s-au construit temple și creat un întreg sistem de fortificații în munții Orăștiei și cetăți în alte zone ale Daciei. Acest sistem de cetăți era important nu numai pentru a respinge amenințările din exterior, ci și pentru a întări stăpânirea regelui în interiorul țării. Aristocrația a avut o influență semnificativă asupra politicii țării, inclusiv în forțele armate. Deceneu deținea o poziție înaltă printre consilierii din jurul regelui, și odată cu numirea acestuia ca vicerege, Burebista a folosit și cancelaria, unde erau publicate „poruncile”. Preoții erau de obicei aleși dintre membrii aceleiași aristocrații. Autoritățile Daciei, ca și altele, încasau taxe (într-un fel sau altul) de la triburile locale. Moneda a fost bătută pentru că cea existentă nu mai era suficientă pentru comerț, fapt pe care arheologia îl confirmă cu certitudine.

## Instabilitatea puterii de stat
După moartea lui Burebista, regatul său s-a destrămat în patru apoi în cinci regate mai mici. Așa dar, triburile străine au ieșit de sub stăpânirea dacilor, coloniile grecești de pe litoralul Mării Negre nu mai recunoșteau stăpânirea Daciei asupra lor. Prima problemă decurge din faptul că triburile străine cucerite nu au primit atenția cuvenită în coeziunea economică sau culturală, și chiar au existat dificultăți cu unitatea socială și economică. Regiunile nordice și lunca Dunării nu erau la fel de bine dezvoltate din punct de vedere economic ca regiunea centrală a Orăștiei. Burebista nu a acordat prea multă atenție pieței și s-a concentrat îndeosebi pe geo-politică și armată

## Capitala Daciei în timpul lui Burebista
Potrivit istoricului got Iordanes, Burebista și-a început domnia în anul 82 î.Hr. El controla hinterlandul în Istria, având capitala la Argedava. Odata cu creșterea dominației sale pe Dunăre, și-a mutat capitala la Popești, pe râul Argeș. Acest lucru a fost făcut din motive strategice și politice. Decizia de a muta mai târziu capitala la Costești in anul 60 i.Hr., a fost o soluție temporară, iar regele se mișca din necesitate fără oprire, așa ca formal capitala era cea în care se afla Burebista. În timp ce Sarmizegetusa a fost de fapt capitala ideologică, politică, militară și religioasă a Daciei, fiind reședința regilor daci până la ultimul rege, Decebal. Chiar în anul 60 î.Hr. Burebista mută centrul de putere în munții Orăștiei (Sarmizegetusa).

## Armata și campaniile militare
Burebista a reușit unificarea triburilor geto-dace bazându-se pe o puternică forță armată care-i era fidelă. La apogeu, armata lui Burebista a fost estimată la 200.000 de oameni, număr pe care Vasile Pârvan îl socotește mai degrabă modest decât exagerat, dar acest număr nu a fost unanim acceptat de către comunitatea istoricilor secolului XX.
Armata lui Burebista era formată din două categorii principale de forțe: oastea regelui, cu caracter mai mult sau mai puțin permanent și o oaste alcătuită din contingente conduse de fostele mari căpetenii de formațiuni politice devenite acum generali ai lui Burebista. Izvoare antice pentru stabilirea exactă a componenței pe arme a forțelor militare nu există, dar istoricii și istoricii militari sunt de părere, prin analogie cu componența armatelor inamice a celților și romanilor, că armata lui Burebista a fost formată din trupe pedestre, trupe călare, trupe destinate mașinilor de asediu, specialiști în construcția fortificațiilor, flotilă de Dunăre și o flotă a Mării Negre, după cucerirea cetăților pontice.
Cavaleria a fost mai redusă ca efective în armata dacică și se recruta din zonele de câmpie și de deal, unde se creșteau caii. Cavaleria avea rol de cercetare, asigurarea legăturilor de comunicații și hărțuirea prin surprindere a inamicului. Deseori, calul era folosit ca mijloc de transport până la locul bătăliei, unde luptătorii descălecau și luptau ca trupe pedestre. Aprecierile asupra flotilei de Dunăre și asupra flotei Mării Negre a istoricilor înainte de 1989, în lipsa izvoarelor antice, sunt apreciate drept tendențioase și, pe alocuri, exagerate.
Referitor la structura organizatorică a armatei, Ion Horațiu Crișan a formulat ipoteza că unitățiile erau conduse de tarabostes, iar subunitățile de către comati.
Campaniile militare întreprinse de Burebista nu au avut caracterul expedițiilor de pradă, ci acestea au avut rațiuni politice și au vizat ca obiectiv fundamental cuprinderea teritoriilor ce aparținuseră geto-dacilor și securizarea hotarelor. De asemenea, Burebista nu a urmărit crearea unui stat mare care să fie alcătuit dintr-un conglomerat de populații, asemeni despoțiilor orientale, ci a urmărit întemeierea unui stat cu structuri omogene din punct de vedere etnic.

### Campaniile împotriva celților

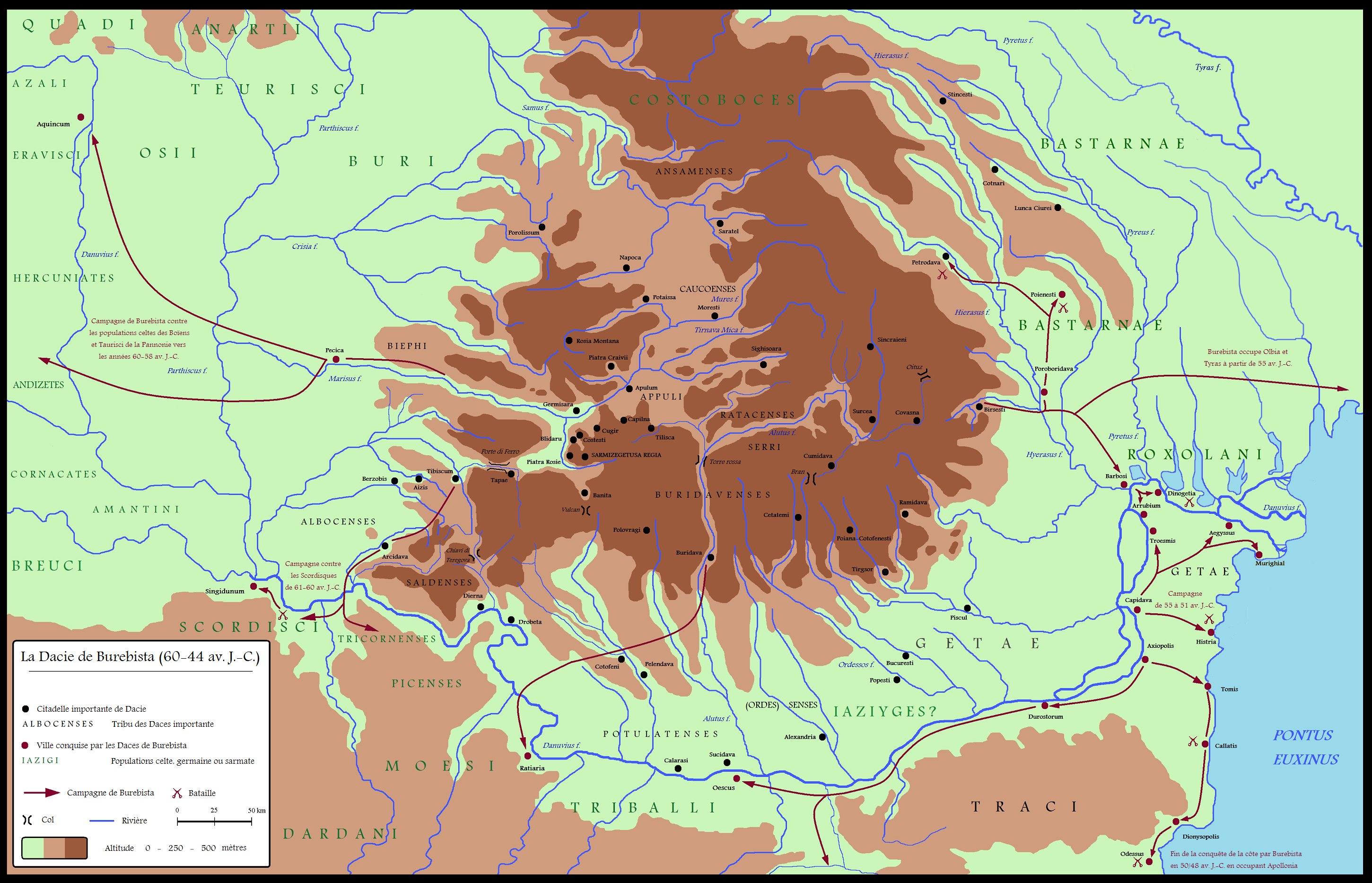
Campaniile regelui Burebista

Campaniile militare ale lui Burebista nu au avut caracter de pradă. Motivele acestor campanii proveneau din motive politice pentru securitatea granițelor statului și includerea în componența teritorială a regatului Dac teritoriilor native geto-dacice. În general, Burebista nu dorea un stat mare cu un conglomerat de multe popoare, ci un stat cu structuri omogene din punct de vedere etnic.
Amenințarea celtică era cea mai apropiată de leagănul statului dac, considerând că boiii și tauriscii ajunseseră încă de prin secolul al III-lea î.Hr. până la Tisa, extinzându-se tot mai mult peste teritoriile locuite în vechime de geto-daci. Astfel, eliminarea pericolului celtic a fost cel dintâi obiectiv vizat de Burebista, iar în acest sens a întreprins o serie de acțiuni ofensive împotriva acestora, în jurul anului 60 î.Hr.
Informația sumară oferită de Strabon nu a permis stabilirea exactă a cronologiei acestor campanii:
„... Ba încă a ajuns să fie temut și de romani, deoarece trecea neînfricat Istrul și prăda Thracia până în Macedonia și Illyria. A pustiit astfel pe celții care se amestecau cu tracii și illyrii, iar pe boiii, care se aflau sub ascultarea lui Critasiros, precum si pe taurisci, i-a șters de pe fața pământului.”
Dar se presupune că prima acțiune a avut loc pentru a elimina incursiunile de pradă ale scordiscilor în anul 70 î.Hr. stabiliți în jurul anului 278 î.d.Hr. în vecinătatea muntelui Scordus, în teritoriile locuite de către daci la sud de Dunăre. Acest atac împotriva scordiscilor a pornit de la Argedava de la Popești și fost realizat prin surprindere considerând că mișcarea de trupe s-a desfășurat pe malul stâng al Istrului, iar trecerea fluviului s-a făcut undeva în zona actualului județ Mehedinți și, probabil, i-a împins pe scordisci până la Singidunum, astfel că aceștia au fost înfrânți, dar nu nimiciți total, deoarece pe aceștia din urmă și i-a făcut aliați. Dar în urma acestei înfrângeri severe scordiscii nu au mai fost consemnați în niciun izvor al lumii antice în cursul secolului I î.Hr.

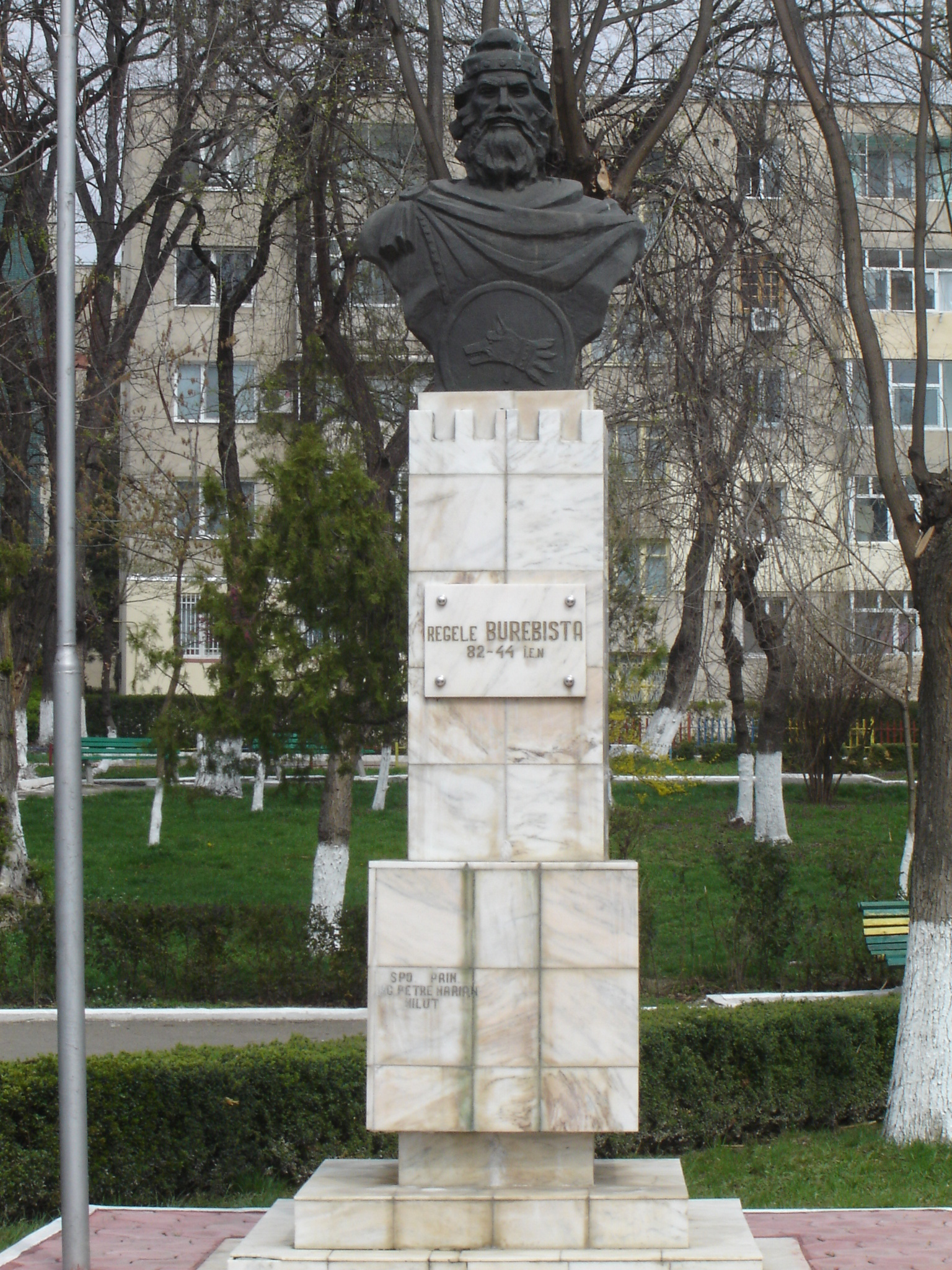
Statuia lui Burebista în parcul municipal din Călărași

După unirea cu triburile geto-dacice din zona intracarpatică, dispunând de o forță militară de apreciat, depășită doar de cea a Republicii romane, Burebista întreprinde o campanie fulgerătoare împotriva tribului celtic al boiilor conduși de către Critasiros, precum și împotriva aliaților acestora, taurisci și i-a înfrânt, undeva în zona Bratislavei de astăzi, probabil la Zemplin. Se presupune că itinerariul urmat de oastea lui Burebista a fost marcat de îngroparea unor tezaure monetare la Tótfalu, Stupova, Bratislava, Simmering etc.
Efectul acestei campanii a fost nimicirea totală a tauriscilor și boiilor:
„Strămutându-se atunci în împrejurimile Istrului, boiii locuiră acolo împreună cu tauriscii ducând lupte împotriva dacilor, până ce fură nimiciți cu întreaga seminție; pământul lor, care aparținea Illyriei, îl lăsară pustiu pe seama vecinilor ca să-l pășuneze.”
Rezultatul a fost o masivă migrație a celților spre vestul Europei, resturile tauriscilor s-au împrăștiat până la Noricum, iar ale boiilor până în Galia, iar hotarele Daciei s-au extins astfel până la confluența râului Morava cu Dunărea Mijlocie, iar stăpânirea lui Burebista ajungând să se învecineze cu cea a suebului Ariovistus.

### Campania împotriva coloniilor grecești de la Pontul Euxin
Campania lui Burebista din anul 55 î.Hr. împotriva cetăților de la Pontul Euxin nu poate fi înțeleasă decât pe fondul vacuumului de putere cauzat de căderea lui Mitridates al VI-lea Eupator și de retragerea lui Pompei din Orient, precum și ca o consecință a revoltei reușite din anii 62-61 î.Hr. împotriva lui Caius Antonius Hybrida.
Mitridates al VI-lea Eupator a fost regele regatului pontic și unul dintre principalii dușmani ai Romei. Sub controlul său se aflau coloniile grecești de la vest de coasta Mării Negre:  Sciția Mică (Dobrogea Antică), Tomis, Olbia, Tyras etc. În anii 73 î.Hr.-72 î.Hr. cetățile grecești pontice, aflate sub protecția lui Mitridates al VI-lea Eupator, sunt cucerite de generalul roman Marcus Terentius Varro Lucullus, eliminându-l astfel pe Mitridates de pe scara politică a regiunii de vest a Mării Negre. Un deceniu mai târziu cetățile se răscoală împotriva guvernatorului Macedoniei, Caius Antonius Hybrida, deoarece nu mai puteau suporta abuzurile acestuia. Hybrida a organizat o expediție împotriva răsculaților, dar a fost înfrânt de greci, aliați cu bastarnii, lângă Histria.
Mitridates al VI-lea moare curând, nu cu mult înaintea acestor evenimente în anul 63 î.Hr., fapt care nu la bucurat pe Burebista, din cauza expansiunii externe a Republicii Romane și amenințării directe la adresa statului său, odată cu cucerirea fortărețelor grecești din vestul țărmului Mării Negre. În acest context, pentru a crea un vid de putere și a opri expansiunea romanilor, Burebista decide să captureze cetățile. Prima campanie a avut loc în anul 55 î.Hr. cu cucerirea Olbiei de la gurile Bugului, se presupune că prima campanie a lui Burebista a pornit din zona extracarpatică a Moldovei, din zona davelor de pe Siret, Zargidava, Tamasidava și Piroboridava. Orașul Olbia a fost distrus și jefuit, dar totuși majoritatea locuitorilor au reușit să scape. Granițele regatului însuși s-au extins până în sudul Bugului, iar tauro-sciții au fost învinși de armata regelui. Mai la nord, lângă granițele Sciției de-a lungul Nistrului și Bugului, dacii nu au trecut. După cucerirea Olbiei, trupele lui Burebista s-au deplasat de-a lungul țărmului Pontului Euxin și a cucerit Tyrasul. Este posibil ca flota olbiopolitană să fi urmat ostea lui Burebista pe un itinerar paralel de-a lungul coastei. Este de remarcat faptul că uneori asediile orașelor au fost deosebit de crude, fapt dovedit de urmele incendiilor găsite de arheologi.
Cea de-a doua etapă a campaniei asupra cetăților pontice a pornit din zona Dobrogei și s-a finalizat prin cucerirea cetăților Histria, Tomis, Mesembria, Dionysopolis, până la Apollonia Pontica. Devenind astfel cel dintâi și cel mai mare dintre regii din Tracia, cum îl numește o inscripție greacă dedicată lui Acornion din Dionysios.

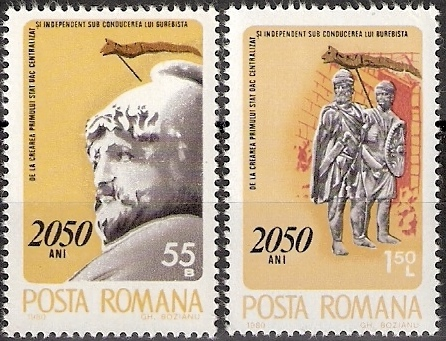
Mărci poștale din 1980 cu Burebista.
Mărcile poștale au fost emise cu ocazia a 2.050 de ani de la crearea statului centralizat și independent (temă fictivă a propagandei național-comuniste)

## Relațiile cu Roma
Creșterea statului dac până la hotarele stăpânirii suebului Ariovistus a fost privită de Roma cu teamă, deoarece o unire a dacilor cu suebii putea crea o alianță greu de învins, astfel Cezar făcuse să-i fie atribuite provinciile Galiei Cisalpine și Illyriei, de unde putea ține sub observație și contracara mai ușor eventualele acțiuni ofensive ale suebilor și dacilor. Burebista și Ariovistus nu s-au aliat, dar căpetenia suebă a intrat în Galia, unde armata sa a fost zdrobită în anul 58 î.Hr. de către armata lui Cezar. Burebista, însă, și-a îndreptat atenția spre sud-est, unde pericolul roman se contura tot mai clar prin ocuparea cetăților pontice.
După moartea lui Crassus într-o luptă din anul 53 î.Hr. împotriva parților, triumviratul a încetat să mai existe, iar Cezar și Pompei au început să-și dispute tot mai accentuat puterea. Prima luptă dintre cei doi a avut loc la 7 iunie 48 î.Hr. la Dyrrhachium și s-a încheiat cu victoria lui Pompei. Considerând că teatrul confruntării dintre cei doi rivali a fost Peninsula Balcanică, în imediata vecinătate a Dunării de jos, Burebista nu putea rămâne indiferent la ceea ce se întâmplă. Apoi, după cucerirea orașelor grecești de la Pontul Euxin, Burebista trebuia să obțină de la Roma recunoașterea hotarelor sale. Astfel a fost obligat să ia partea unuia dintre cei doi.
O alianță cu Cezar era de neconceput, deoarece acesta fiind un promotor al politicii de expansiune, nu putea tolera  existența unei structuri puternice în apropierea hotarelor Republicii romane, în schimb Pompei dovedise în Orient că prefera o politică de organizare a unui sistem de state aliate sau clientelare. Astfel, Burebista a decis să-l sprijine pe Pompei împotriva lui Cezar. Condițiile alianței cu Pompei au fost stabilite între 7 iunie și 9 august 48 î.Hr. la Heraclea Lyncesis, în Macedonia, între solii lui Burebista conduși de Acornion și Pompei. Bătălia de la 9 august 48 î.Hr., desfășurată la Pharsalus, care a dus la înfrângerea definitivă a lui Pompei, a făcut ca alianța dintre Pompei și Burebista să nu mai poată fi dusă la îndeplinire.
După înfrângerea lui Pompei, supunerea Daciei și a Partiei a devenit un obiectiv principal în politica externă a lui Cezar, iar în acest sens a concentrat în Illyria 16 legiuni și 10.000 de călăreți, dar asasinarea lui Cezar la mijlocul lunii martie 44 î.Hr., cu doar patru zile înainte de plecarea sa peste Marea Adriatică a dus la anularea acestui atac.
Burebista a fost, de asemenea, înlăturat și probabil asasinat, de un grup de complotiști cam în aceași perioadă.

## Moartea lui Burebista și destrămarea statului dac
Data exactă a morții marelui rege nu este cunoscută, dar, сu ce-a mai mare probabilitate, decesul a avut loc cam în aceeași perioadă când Cezar a fost ucis. Pot evidenția 44-42 î.Hr. Este posibil ca Burebista să fi pierit ca urmare a unei revolte a aristocrației, care a fost nemulțumită de politica de centralizare a regelui, văzând-o ca o amenințare la adresa propriilor privilegii. După asasinarea sa, regatul său s-a destrămat în 4 regate mai mici, iar pe vremea lui Augustus, deja în 5. Doar centrul din jurul munților Orăștiei, care era sub controlul lui Deceneu, a rămas intactă.
„Burebista a fost răsturnat în urma unui complot pus la cale împotriva lui de o mână de oameni, mai înainte ca romanii să trimită împotrivă-i o expediție. Urmașii lui s-au dezbinat, dezmembrând țara în mai multe regiuni. Chiar și acum, când Caesar Augustus a trimis oștire împotriva lor, ei se aflau împărțiți în cinci regiuni, mai înainte erau în patru. Negreșit aceste diviziuni teritoriale se fac după împrejurări și apar când într-un fel, când într-altul.”